# نترافي (أتيكي)
نترافي (Ντράφι) هي مدينة في إقليم أتيكا في اليونان.